# پیپریتسا
پیپریتسا (به بلغاری: Piperitsa) یک منطقهٔ مسکونی در بلغارستان است که در ساندانسکی واقع شده‌است.